# ليتل آرابيا
ليتل آرابيا (بالإنجليزية:Little Arabia) هي منطقة تقع في مقاطعة أورانج ، كاليفورنيا، وهي مركز للعديد من للأمريكيين العرب  ، والذين يبلغ عددهم أكثر من 24000. نمت ليتل آرابيا بشكل ملحوظ في التسعينيات مع وصول المهاجرين من الشرق الأوسط، وهي موطن لآلاف من الأمريكيين العرب الذين ينتمون في الغالب إلى مصر وسوريا وفلسطين واليمن
ويوجد في المنطقة الكثير من محلات الجزارة، صالونات التجميل، والمجوهرات العربية والملابس الإسلامية، وكالات السفر، المخابز، العربية والأرمينية والمطاعم، والشيشة المقاهي. هناك أيضًا العديد من المساجد وعدد قليل من الكنائس